# 谷村智啓
谷村 智啓（たにむら ともひろ、1947年8月3日 - ）は、兵庫県西宮市出身の元プロ野球選手（投手）・コーチ。旧名「智博」。

## 経歴

### プロ入りまで
報徳学園高では2年次の1964年、春の選抜に長坂正稔（中大－東芝）の控え投手として出場。2回戦で徳島海南の尾崎正司に完封を喫し、自身の登板機会は無かった。同年の夏の甲子園兵庫予選では準決勝でエース・鈴木啓示を擁する育英高と対戦し、長坂をリリーフするも4-5で惜敗。長坂以外の1年上のチームメイトに捕手の水沼四郎、二塁手の基満男、右翼手の三宅昇がいる。3年次の1965年夏の甲子園兵庫予選ではエースとして決勝に進出し、再度の対戦となった育英高の鈴木との投手戦の末に1x-0のサヨナラ勝ちで夏の甲子園本大会に出場。この大会では2試合完封を記録し、準々決勝では三池工と対戦。エース・上田卓三と投げ合うもボークを取られて動転し、延長10回2-3xで逆転サヨナラ負けを喫した。同年の岐阜国体でも、準々決勝で三池工の上田に抑えられ敗退。1年下のチームメイトに捕手兼一塁手で5番打者の荒武康博がいる。
1966年に関西学院大学へ進学し、関西六大学リーグでは1年次の同年秋季に優勝を経験。リーグ通算60試合に登板し、20勝25敗、防御率1.67、179奪三振の成績を残した。
1970年に鐘淵化学へ入社し、同年の都市対抗では2勝を挙げて準々決勝に進出。サッポロビールに敗退したが、大会優秀選手に選出され、この時のチームメイトにはいずれも新日鐵広畑から補強された高橋二三男・佐々木恭介がいた。同年の産業対抗でも準々決勝に進み、熊谷組に惜敗するが同大会でも優秀選手賞を獲得。年間にわたる活躍が評価され、社会人ベストナインにも選出される。

### 現役時代
1970年のドラフト1位で阪神タイガースに入団。エースナンバー18が与えられ、当時はワインドアップと同時に左足を高く上げ、右腕をいったん下ろさずにそのまま投球する「タコ踊り」といわれる風変わりなフォームを見せ話題になった。4月24日の広島戦（甲子園）の9回表に3番手で初登板を果たし、国貞泰汎から初奪三振を記録するなど1回を無失点に抑えた。5月25日の広島戦（甲子園）で初めて先発するが、衣笠祥雄に9号本塁打を浴びるなど8回4失点で降板。9回からは2番手の山本重政にバトンタッチするが、延長12回で4-4の引き分けに終わった。9月28日の中日戦（甲子園）に5回表1死から2番手で登板し、7回2/3を無失点に抑えて初勝利を挙げる。
1972年の4月末から先発の一角として起用され、5月21日の大洋戦（甲子園）で9回1失点の初完投勝利、同31日の大洋戦（川崎）で初完封勝利をマーク。生涯唯一のオールスター出場も果たし、7月22日の第1戦（東京）で先発を任される。公式戦と同じ田淵幸一とのバッテリーであったが、専任捕手として出場した野村克也に1回に先制打、3回には勝ち越し2ラン本塁打を浴びて降板。谷村は全セの敗戦投手となり、野村は第1戦のMVPを獲得。
1973年は、10月14日の広島戦（広島市民）で外木場義郎と投げ合うが、3回を5安打2失点と早々に降板して痛恨の敗戦を喫する。その後の3試合でチームは1勝2敗で、巨人の逆転優勝を許した。
1974年には小山正明コーチの指導でパームボールを取得し、5月14日の大洋戦（川崎）の7回裏1死に3番手で登板して、2回2/3を無失点に抑えて初セーブを挙げる。同30日の巨人戦（甲子園）で王貞治に600号本塁打を献上したが、シーズン途中の6月15日に現在の登録名である「智啓」に改名。6月26日のヤクルト戦（甲子園）で浅野啓司と投手戦を繰り広げ、完封で改名後初勝利を挙げる。
1975年に安仁屋宗八に背番号18を譲って15へ変更し、3年ぶりの2桁となる11勝を挙げる。
1976年には2年連続2桁で自己最多の12勝を挙げる。
1977年も7勝を記録。1977年8月25日のヤクルト戦（岡山）で大杉勝男に1500本安打を打たれる。
1978年9月26日の中日戦（ナゴヤ）で宇野勝にプロ初本塁打を献上。
1979年オフに鈴木弘規との交換トレードで阪急ブレーブスに移籍。
1980年には13試合に先発し、リリーフとしても活躍して7勝を挙げる。4月17日の西武戦（西京極）は古沢憲司と元阪神同士の先発となり、120球1失点完投勝ちで7回途中129球3失点の古沢に投げ勝つ。試合後に谷村は「力のあるボールを投げていた」、古沢は「ボールの切れが阪神時代よりいい。落ち着いた投球だった」と互いに相手を褒めた。7月29日の西武戦（西武）で野村に現役最後の本塁打を打たれた。
1985年10月14日の近鉄戦（西宮）で先発し、9回をリチャード・デービスのソロ本塁打のみの1点に抑えて2-1で勝利。最終登板を完投勝利で飾った。同年引退。

### 引退後
引退後は阪急→オリックスで二軍投手コーチ（1986年 - 1990年, 2004年 - 2006年）・スカウト・編成部長を歴任し、スカウト時代は関学大の後輩である田口壮を獲得。退団後はBCリーグ・福井ミラクルエレファンツ投手コーチ（2010年 - 2011年）を務め、2020年6月頃からは兵庫県立武庫荘総合高等学校投手コーチに就任。同校で週に数回指導しているほか、東大阪大学柏原高等学校アドバイザーも兼任し、月2回は大谷高等学校コーチも務めている。

## 詳細情報

### 年度別投手成績
| 年 度      | 球 団      | 登 板 | 先 発 | 完 投 | 完 封 | 無 四 球 | 勝 利 | 敗 戦 | セ 丨 ブ | ホ 丨 ル ド | 勝 率 | 打 者 | 投 球 回 | 被 安 打 | 被 本 塁 打 | 与 四 球 | 敬 遠 | 与 死 球 | 奪 三 振 | 暴 投 | ボ 丨 ク | 失 点 | 自 責 点 | 防 御 率 | W H I P |
| ---------- | ---------- | ----- | ----- | ----- | ----- | -------- | ----- | ----- | -------- | ----------- | ----- | ----- | -------- | -------- | ----------- | -------- | ----- | -------- | -------- | ----- | -------- | ----- | -------- | -------- | ------- |
| 1971       | 阪神       | 24    | 5     | 0     | 0     | 0        | 1     | 2     | --       | --          | .333  | 238   | 58.0     | 52       | 4           | 16       | 1     | 2        | 28       | 1     | 0        | 24    | 22       | 3.41     | 1.17    |
| 1972       | 阪神       | 44    | 22    | 10    | 2     | 0        | 11    | 11    | --       | --          | .500  | 777   | 191.0    | 186      | 8           | 36       | 7     | 11       | 71       | 2     | 0        | 52    | 48       | 2.26     | 1.16    |
| 1973       | 阪神       | 41    | 24    | 6     | 3     | 0        | 7     | 12    | --       | --          | .368  | 757   | 185.0    | 176      | 13          | 44       | 11    | 5        | 80       | 0     | 0        | 61    | 56       | 2.72     | 1.19    |
| 1974       | 阪神       | 36    | 22    | 7     | 1     | 2        | 5     | 13    | 1        | --          | .278  | 674   | 157.0    | 165      | 22          | 55       | 6     | 4        | 80       | 0     | 0        | 84    | 80       | 4.59     | 1.40    |
| 1975       | 阪神       | 44    | 23    | 4     | 2     | 0        | 11    | 9     | 1        | --          | .550  | 720   | 172.0    | 180      | 15          | 42       | 8     | 6        | 42       | 2     | 0        | 77    | 66       | 3.45     | 1.29    |
| 1976       | 阪神       | 40    | 26    | 5     | 1     | 3        | 12    | 8     | 0        | --          | .600  | 770   | 180.1    | 216      | 22          | 34       | 5     | 2        | 57       | 0     | 2        | 91    | 76       | 3.80     | 1.39    |
| 1977       | 阪神       | 36    | 24    | 6     | 0     | 1        | 7     | 7     | 0        | --          | .500  | 707   | 156.2    | 203      | 20          | 38       | 2     | 7        | 50       | 1     | 1        | 109   | 98       | 5.62     | 1.54    |
| 1978       | 阪神       | 28    | 9     | 0     | 0     | 0        | 1     | 4     | 0        | --          | .200  | 330   | 71.2     | 95       | 14          | 21       | 4     | 2        | 27       | 0     | 1        | 62    | 57       | 7.13     | 1.62    |
| 1979       | 阪神       | 8     | 0     | 0     | 0     | 0        | 1     | 0     | 1        | --          | 1.000 | 53    | 9.2      | 23       | 4           | 2        | 0     | 0        | 4        | 0     | 0        | 12    | 10       | 9.00     | 2.59    |
| 1980       | 阪急       | 31    | 13    | 4     | 0     | 1        | 7     | 7     | 2        | --          | .500  | 606   | 140.1    | 166      | 27          | 39       | 3     | 11       | 35       | 0     | 0        | 80    | 74       | 4.76     | 1.46    |
| 1981       | 阪急       | 18    | 3     | 0     | 0     | 0        | 2     | 3     | 0        | --          | .400  | 229   | 49.0     | 68       | 5           | 18       | 2     | 4        | 10       | 0     | 1        | 33    | 29       | 5.33     | 1.76    |
| 1982       | 阪急       | 7     | 0     | 0     | 0     | 0        | 1     | 1     | 0        | --          | .500  | 86    | 18.0     | 26       | 3           | 9        | 1     | 2        | 6        | 0     | 0        | 19    | 18       | 9.00     | 1.94    |
| 1983       | 阪急       | 16    | 9     | 0     | 0     | 0        | 4     | 1     | 0        | --          | .800  | 207   | 49.0     | 57       | 4           | 10       | 0     | 0        | 12       | 0     | 0        | 25    | 24       | 4.41     | 1.37    |
| 1984       | 阪急       | 8     | 8     | 0     | 0     | 0        | 1     | 2     | 0        | --          | .333  | 112   | 24.2     | 31       | 2           | 10       | 0     | 0        | 4        | 0     | 0        | 15    | 14       | 5.11     | 1.66    |
| 1985       | 阪急       | 12    | 1     | 1     | 0     | 0        | 1     | 2     | 0        | --          | .333  | 119   | 26.2     | 22       | 3           | 18       | 2     | 0        | 6        | 2     | 0        | 10    | 9        | 3.04     | 1.50    |
| 通算：15年 | 通算：15年 | 393   | 189   | 43    | 9     | 7        | 72    | 82    | 5        | --          | .468  | 6385  | 1489.0   | 1666     | 166         | 392      | 52    | 56       | 512      | 8     | 5        | 754   | 681      | 4.12     | 1.38    |

- 各年度の太字はリーグ最高

### 記録
初記録
- 初登板：1971年4月24日、対広島東洋カープ2回戦（阪神甲子園球場）、9回表に3番手で救援登板・完了、1回無失点
- 初奪三振：同上、9回表に国貞泰汎から
- 初先発：1971年5月25日、対広島東洋カープ7回戦（阪神甲子園球場）、8回4失点
- 初勝利：1971年9月28日、対中日ドラゴンズ26回戦（阪神甲子園球場）、5回表1死に2番手で救援登板・完了、7回2/3を無失点
- 初先発勝利・初完投勝利：1972年5月21日、対大洋ホエールズ7回戦（阪神甲子園球場）、9回1失点
- 初完封勝利：1972年5月31日、対大洋ホエールズ9回戦（川崎球場）
- 初セーブ：1974年5月14日、対大洋ホエールズ5回戦（川崎球場）、7回裏1死に3番手で救援登板・完了、2回2/3を無失点

その他の記録
- オールスターゲーム出場：1回 （1972年）

### 背番号
- 18 （1971年 - 1974年）
- 15 （1975年 - 1979年）
- 13 （1980年 - 1985年）
- 71 （1986年 - 1990年）
- 86 （2004年 - 2006年）
- 78 （2010年 - 2011年）
  - スカウト時代の1991年 - 2003年にもキャンプにスタッフとして参加した際に「119」のユニフォームを着用した写真が、新聞や雑誌に掲載されたことがあるが、非公式な扱いであるため、各種メディアによる背番号一覧などには掲載されていない。

### 登録名
- 谷村 智博 （たにむら ともひろ、1971年 - 1974年6月14日）
- 谷村 智啓 （たにむら ともひろ、1974年6月15日 - ）